# Edward Davies
Edward Davies (* November 1779 in Churchtown, Lancaster County, Pennsylvania; † 17. Mai 1853 ebenda) war ein US-amerikanischer Politiker. Zwischen 1837 und 1841 vertrat er den Bundesstaat Pennsylvania im US-Repräsentantenhaus.

## Leben
Edward Davies besuchte die öffentlichen Schulen seiner Heimat und arbeitete dann in der Landwirtschaft und im Handel. Politisch wurde er Mitglied der Anti-Masonic Party. In den Jahren 1834 und 1835 war er Abgeordneter im Repräsentantenhaus von Pennsylvania. Bei den Kongresswahlen des Jahres 1836 wurde er im vierten Wahlbezirk von Pennsylvania in das US-Repräsentantenhaus in Washington, D.C. gewählt, wo er am 4. März 1837 die Nachfolge von William Hiester antrat. Nach einer Wiederwahl konnte er bis zum 3. März 1841 zwei Legislaturperioden im Kongress absolvieren.
Nach dem Ende seiner Zeit im US-Repräsentantenhaus nahm Edward Davies seine früheren Tätigkeiten wieder auf. Er starb am 17. Mai 1853 in Churchtown, wo er auch beigesetzt wurde.